# یک دم رسوایی
یک دم رسوایی (انگلیسی: A Breath of Scandal) فیلمی در ژانر کمدی رمانتیک و کمدی-درام به کارگردانی مایکل کورتیز است که در سال ۱۹۶۰ منتشر شد. این فیلم در ایران با نام افتضاح یک بوسه به نمایش درآمد.

## بازیگران
- سوفیا لورن
- موریس شوالیه
- جان گوین
- آنجلا لنسبوری
- ایزابل جینز
- تولیو کارمیناتی
- میلی ویتاله
- روبرتو ریسو
- فردریش فن لدبور